# سائوری اونیشی
سائوری اونیشی (انگلیسی: Saori Ōnishi; ۶ اوت ۱۹۹۲ – ) صداپیشه اهل ژاپن است. وی از سال ۲۰۱۲ میلادی تاکنون مشغول فعالیت بوده‌است.